# Princeton (Missouri)
Pour les articles homonymes, voir Princeton.
La ville de Princeton est le siège du comté de Mercer, situé dans l'État du Missouri, aux États-Unis. Elle comptait 1 148 habitants en 2012.

## Personnalités
- Calamity Jane (née aux alentours de 1850 et morte le 3 août 1903), aventurière de la Conquête de l'Ouest, serait née à Princeton.